# Dawson (Maryland)
Dawson es un lugar designado por el censo ubicado en el condado de Allegany en el estado estadounidense de Maryland. En el Censo de 2010 tenía una población de 103 habitantes y una densidad poblacional de 76,18 personas por km².

## Geografía
Dawson se encuentra ubicado en las coordenadas 39°28′33″N 78°56′55″O / 39.47583, -78.94861. Según la Oficina del Censo de los Estados Unidos, Dawson tiene una superficie total de 1.35 km², de la cual 1.34 km² corresponden a tierra firme y (0.57%) 0.01 km² es agua.

## Demografía
Según el censo de 2010, había 103 personas residiendo en Dawson. La densidad de población era de 76,18 hab./km². De los 103 habitantes, Dawson estaba compuesto por el 100% blancos, el 0% eran afroamericanos, el 0% eran amerindios, el 0% eran asiáticos, el 0% eran isleños del Pacífico, el 0% eran de otras razas y el 0% pertenecían a dos o más razas. Del total de la población el 0% eran hispanos o latinos de cualquier raza.